# Bénédicte Van der Maar
Bénédicte Van der Maar (* 27. Oktober 1968 in Paris) ist eine französische Fotokünstlerin. Sie lebt und arbeitet in Paris.

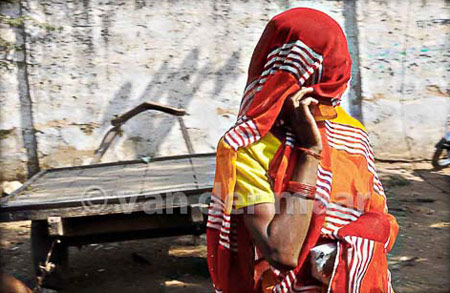
Bénédicte Van der Maar, Verborgen, Fotografie, 70 cm × 100 cm, 2007

## Biografie
Bénédicte Van der Maar erhielt den ersten Unterricht als Fotografin bei einem Freund und Schüler von Jeanloup Sieff. Sie fotografiert Menschen und Situationen in New York, Italien, Israel und später auch in Indien. Ihre Arbeit „Accumulations“ wurde von der Pariser Galerie Le Simoun entdeckt und im Jahr 2007 in einer Einzelausstellung  präsentiert. Im Jahr 2008 veröffentlicht die Tageszeitung France-Soir eine ihrer Fotografien unter dem Titel „The New Yorker“.
Seit 2008 verbindet sie ihre Erfahrungen der Studiofotografie mit ihren Reiseerlebnissen, um sich dem Thema der Zerbrechlichkeit der Welt als Fotografin zu nähern. Die konzeptionelle Fotoserie „Fragiles“ wurde während der „Nuit de la photographie Contemporaine“ in Paris ausgestellt. Im Mittelpunkt ihrer Arbeit als Fotografin steht die Fragestellung welchen Platz die Frau in sich wandelnden Gesellschaften  und in unterschiedlichen Kulturen einnimmt.
2010 fuhr sie nach Haiti und fotografiert den täglichen Überlebenskampf im Cité Soleil. Ärzte ohne Grenzen (MSF-Medicins sans frontieres) veröffentlichen ihre Arbeit unter dem Titel: „Die Kinder der Cholera“. Im Jahr 2011 folgt sie mit ihrer Fotografieserie dem „Little Buddha“ in den nepalesischen Dschungel. Die Zeitschrift Paris-Match veröffentlicht ihre Fotoreportage.

## Werk
Bénédicte Van der Maar bewegt sich mit ihren Fotografie-Serie „Fragile“ und „Never Ending“ in der Tradition der französischen Fotografie von Robert Doisneau, Willy Ronis und Henri Cartier-Bresson,  die Menschen in den verschiedenen Alltagssituationen, denen sie während und nach dem Zweiten Weltkrieg ausgesetzt waren, zeigten.  Diese Art zu fotografieren entwickelt Van der Maar für sich weiter, indem sie sich auf bestimmte sozialkritische Themen konzentriert. In ihren Arbeiten hält sie die politischen, sozialen und kulturellen Fragestellungen fest, in dem sie beispielsweise die kulturelle Unterdrückung ebenso zeigt, wie die Ausbeutung und Versklavung von Frauen und Kindern.

## Ausstellungen (Auszug)
- 2007 What Else, Einzelausstellung Galerie Le Simoun, Paris.[2]
- 2008 Accumulations Nuit de la Photographie Contemporaine, Paris.[3]
- 2008 New York, Gruppenausstellung Galerie Memmi, Paris
- 2009 Sie stellen für das Leben aus, Gruppenausstellung, Hotel de Ville, Paris[3]
- 2010 Women, Women, Einzelausstellung, Le Paname, Paris
- 2010 Fragile Sculpture, Einzelausstellung, Maubert Galerie, Paris[4]
- 2012 Reiseportraits und „Fragiles“ bei der Nacht der zeitgenössischen Fotografie, Paris
- 2012 Absurde, ArtPhoto, Paris
- 2013 ArtPhoto Champs Elysées, Paris, France.
- 2013 Lux Festival, Le Touquet, France.
- 2014 The Woman, Gruppenausstellung, Versus & Versus Galerie, Paris[5].
- 2015 Einzelausstellung, Grands Moulins de Pantin, Paris.
- 2015 Good Earth, Gruppenausstellung, COP21 - GoodPlanet Foundation, Earth Gallery, Paris.[6]